# یوها هیروی
یوها هیروی (فنلاندی: Juha Hirvi؛ زادهٔ ۲۵ مارس ۱۹۶۰) تیرانداز اهل فنلاند است.
از افتخارات وی میتوان به کسب مدال نقره تیراندازی تفنگ سه وضعیت ۵۰ متر در بازی‌های المپیک تابستانی ۲۰۰۰ اشاره کرد.